# Oxidační číslo

Ukázka předání elektronu mezi atomy sodíku Na a fluoridu F za vzniku sloučeniny fluoridu sodného, NaF.

Oxidační číslo (oxidační stav, oxidační stupeň nebo také mocenství) je elektrický náboj, který by se nacházel na atomu prvku, kdybychom elektrony v každé vazbě, které vycházejí z daného atomu, přidělili atomu s vyšší elektronegativitou.
Oxidační číslo atomu neodpovídá jeho reálnému náboji. Tyto dvě veličiny si odpovídají pouze u vysokých oxidačních čísel, kde je ionizační energie mnohem vyšší než energie chemických reakcí. Přiřazování vazebných elektronů jednotlivým atomům pomocí oxidačního čísla je proto formální, ale je to velmi užitečné pro pochopení mnoha chemických reakcí.
Oxidační čísla mohou nabývat kladných hodnot, záporných hodnot, ale mohou mít i hodnotu nula. Pokud atom elektrony přijímá, je jeho oxidační číslo záporné, pokud je odevzdává, je kladné. Molekula v základním stavu má oxidační číslo rovné nule neboli součet oxidačních čísel atomů v molekule je nula. Kladné hodnoty oxidačního čísla se pohybují v rozmezí od I+ do VIII+. Záporné hodnoty se pohybují v rozmezí od I− až do IV−. Atom jednoho prvku může mít různá oxidační čísla podle toho, v jaké sloučenině se zrovna nachází.
U kladných oxidačních čísel se znaménko psát ani číst nemusí, u záporných oxidačních čísel se znaménko bezpodmínečně píše i čte. Oxidační čísla jednotlivých prvků se nacházejí v periodické soustavě prvků.

## Definice oxidačního čísla
Termín oxidace byl poprvé použit Antoinem Lavoisierem při zkoumání reakcí látek s kyslíkem. Mnohem později byl význam rozšířen i na další reakce, kterých se kyslík neúčastnil. 
IUPAC (Mezinárodní unie pro čistou a užitou chemii) zveřejnila v roce 2016 Komplexní definici stavu oxidace. Zkrácená definice oxidačního stavu (oxidačního čísla) je:
Oxidační stav atomu je nábojem tohoto atomu po iontové aproximaci jeho heteronukleárních vazeb...
Základním principem této definice je, že pomocí aproximace (přiblížení, odhad) považujeme všechny vazby za iontové. Ve spojení mezi dvěma různými prvky jsou tedy elektrony vazby přiřazeny k tomu, který má vyšší elektronegativitu. Ve vazbě mezi dvěma atomy stejného prvku jsou elektrony rozděleny rovnoměrně.
Pro jednoduchý odhad iontové aproximace lze použít Allenovu stupnici elektronegativity. Elektronegativita je schopnost atomů vázat elektrony chemické vazby. Čím je vyšší, tím má atom větší schopnost vázat elektrony. Naopak atom s nízkou elektronegativitou elektrony raději odevzdává.
Nejnižší elektronegativitu má francium s hodnotou 0,7 a nejvyšší elektronegativitu má fluor s hodnotou 3,98. Fluor má proto ve všech svých sloučeninách oxidační číslo I−.

## Tabulka elektronegativity
| → Atomový poloměr se zmenšuje → Ionizační energie vzrůstá → Elektronegativita vzrůstá → | → Atomový poloměr se zmenšuje → Ionizační energie vzrůstá → Elektronegativita vzrůstá → | → Atomový poloměr se zmenšuje → Ionizační energie vzrůstá → Elektronegativita vzrůstá → | → Atomový poloměr se zmenšuje → Ionizační energie vzrůstá → Elektronegativita vzrůstá → | → Atomový poloměr se zmenšuje → Ionizační energie vzrůstá → Elektronegativita vzrůstá → | → Atomový poloměr se zmenšuje → Ionizační energie vzrůstá → Elektronegativita vzrůstá → | → Atomový poloměr se zmenšuje → Ionizační energie vzrůstá → Elektronegativita vzrůstá → | → Atomový poloměr se zmenšuje → Ionizační energie vzrůstá → Elektronegativita vzrůstá → | → Atomový poloměr se zmenšuje → Ionizační energie vzrůstá → Elektronegativita vzrůstá → | → Atomový poloměr se zmenšuje → Ionizační energie vzrůstá → Elektronegativita vzrůstá → | → Atomový poloměr se zmenšuje → Ionizační energie vzrůstá → Elektronegativita vzrůstá → | → Atomový poloměr se zmenšuje → Ionizační energie vzrůstá → Elektronegativita vzrůstá → | → Atomový poloměr se zmenšuje → Ionizační energie vzrůstá → Elektronegativita vzrůstá → | → Atomový poloměr se zmenšuje → Ionizační energie vzrůstá → Elektronegativita vzrůstá → | → Atomový poloměr se zmenšuje → Ionizační energie vzrůstá → Elektronegativita vzrůstá → | → Atomový poloměr se zmenšuje → Ionizační energie vzrůstá → Elektronegativita vzrůstá → | → Atomový poloměr se zmenšuje → Ionizační energie vzrůstá → Elektronegativita vzrůstá → | → Atomový poloměr se zmenšuje → Ionizační energie vzrůstá → Elektronegativita vzrůstá → | → Atomový poloměr se zmenšuje → Ionizační energie vzrůstá → Elektronegativita vzrůstá → | → Atomový poloměr se zmenšuje → Ionizační energie vzrůstá → Elektronegativita vzrůstá → |
| --------------------------------------------------------------------------------------- | --------------------------------------------------------------------------------------- | --------------------------------------------------------------------------------------- | --------------------------------------------------------------------------------------- | --------------------------------------------------------------------------------------- | --------------------------------------------------------------------------------------- | --------------------------------------------------------------------------------------- | --------------------------------------------------------------------------------------- | --------------------------------------------------------------------------------------- | --------------------------------------------------------------------------------------- | --------------------------------------------------------------------------------------- | --------------------------------------------------------------------------------------- | --------------------------------------------------------------------------------------- | --------------------------------------------------------------------------------------- | --------------------------------------------------------------------------------------- | --------------------------------------------------------------------------------------- | --------------------------------------------------------------------------------------- | --------------------------------------------------------------------------------------- | --------------------------------------------------------------------------------------- | --------------------------------------------------------------------------------------- |
| Skupina                                                                                 | 1                                                                                       | 2                                                                                       | 3                                                                                       | 4                                                                                       | 5                                                                                       | 6                                                                                       | 7                                                                                       | 8                                                                                       | 9                                                                                       | 10                                                                                      | 11                                                                                      | 12                                                                                      | 13                                                                                      | 14                                                                                      | 15                                                                                      | 16                                                                                      | 17                                                                                      | 18                                                                                      |                                                                                         |
| Perioda                                                                                 |                                                                                         |                                                                                         |                                                                                         |                                                                                         |                                                                                         |                                                                                         |                                                                                         |                                                                                         |                                                                                         |                                                                                         |                                                                                         |                                                                                         |                                                                                         |                                                                                         |                                                                                         |                                                                                         |                                                                                         |                                                                                         |                                                                                         |
| 1                                                                                       | H2.20                                                                                   |                                                                                         |                                                                                         |                                                                                         |                                                                                         |                                                                                         |                                                                                         |                                                                                         |                                                                                         |                                                                                         |                                                                                         |                                                                                         |                                                                                         |                                                                                         |                                                                                         |                                                                                         |                                                                                         | He3.89                                                                                  |                                                                                         |
| 2                                                                                       | Li0.98                                                                                  | Be1.57                                                                                  |                                                                                         |                                                                                         |                                                                                         |                                                                                         |                                                                                         |                                                                                         |                                                                                         |                                                                                         |                                                                                         |                                                                                         | B2.04                                                                                   | C2.55                                                                                   | N3.04                                                                                   | O3.44                                                                                   | F3.98                                                                                   | Ne3.67                                                                                  |                                                                                         |
| 3                                                                                       | Na0.93                                                                                  | Mg1.31                                                                                  |                                                                                         |                                                                                         |                                                                                         |                                                                                         |                                                                                         |                                                                                         |                                                                                         |                                                                                         |                                                                                         |                                                                                         | Al1.61                                                                                  | Si1.90                                                                                  | P2.19                                                                                   | S2.58                                                                                   | Cl3.16                                                                                  | Ar3.3                                                                                   |                                                                                         |
| 4                                                                                       | K0.82                                                                                   | Ca1.00                                                                                  | Sc1.36                                                                                  | Ti1.54                                                                                  | V1.63                                                                                   | Cr1.66                                                                                  | Mn1.55                                                                                  | Fe1.83                                                                                  | Co1.88                                                                                  | Ni1.91                                                                                  | Cu1.90                                                                                  | Zn1.65                                                                                  | Ga1.81                                                                                  | Ge2.01                                                                                  | As2.18                                                                                  | Se2.55                                                                                  | Br2.96                                                                                  | Kr3.00                                                                                  |                                                                                         |
| 5                                                                                       | Rb0.82                                                                                  | Sr0.99                                                                                  | Y1.22                                                                                   | Zr1.33                                                                                  | Nb1.6                                                                                   | Mo2.16                                                                                  | Tc1.9                                                                                   | Ru2.2                                                                                   | Rh2.28                                                                                  | Pd2.20                                                                                  | Ag1.93                                                                                  | Cd1.69                                                                                  | In1.78                                                                                  | Sn1.96                                                                                  | Sb2.05                                                                                  | Te2.1                                                                                   | I2.66                                                                                   | Xe2.6                                                                                   |                                                                                         |
| 6                                                                                       | Cs0.79                                                                                  | Ba0.89                                                                                  | *                                                                                       | Hf1.3                                                                                   | Ta1.5                                                                                   | W2.36                                                                                   | Re1.9                                                                                   | Os2.2                                                                                   | Ir2.20                                                                                  | Pt2.28                                                                                  | Au2.54                                                                                  | Hg2.00                                                                                  | Tl1.62                                                                                  | Pb2.33                                                                                  | Bi2.02                                                                                  | Po2.0                                                                                   | At2.2                                                                                   | Rn2.2                                                                                   |                                                                                         |
| 7                                                                                       | Fr0.7                                                                                   | Ra0.9                                                                                   | **                                                                                      | Rf                                                                                      | Db                                                                                      | Sg                                                                                      | Bh                                                                                      | Hs                                                                                      | Mt                                                                                      | Ds                                                                                      | Rg                                                                                      | Cn                                                                                      | Nh                                                                                      | Fl                                                                                      | Mc                                                                                      | Lv                                                                                      | Ts                                                                                      | Og                                                                                      |                                                                                         |
|                                                                                         |                                                                                         |                                                                                         |                                                                                         |                                                                                         |                                                                                         |                                                                                         |                                                                                         |                                                                                         |                                                                                         |                                                                                         |                                                                                         |                                                                                         |                                                                                         |                                                                                         |                                                                                         |                                                                                         |                                                                                         |                                                                                         |                                                                                         |
| Lanthanoidy                                                                             | *                                                                                       | La1.1                                                                                   | Ce1.12                                                                                  | Pr1.13                                                                                  | Nd1.14                                                                                  | Pm1.13                                                                                  | Sm1.17                                                                                  | Eu1.2                                                                                   | Gd1.2                                                                                   | Tb1.1                                                                                   | Dy1.22                                                                                  | Ho1.23                                                                                  | Er1.24                                                                                  | Tm1.25                                                                                  | Yb1.1                                                                                   | Lu1.27                                                                                  |                                                                                         |                                                                                         |                                                                                         |
| Aktinoidy                                                                               | **                                                                                      | Ac1.1                                                                                   | Th1.3                                                                                   | Pa1.5                                                                                   | U1.38                                                                                   | Np1.36                                                                                  | Pu1.28                                                                                  | Am1.13                                                                                  | Cm1.28                                                                                  | Bk1.3                                                                                   | Cf1.3                                                                                   | Es1.3                                                                                   | Fm1.3                                                                                   | Md1.3                                                                                   | No1.3                                                                                   | Lr1.3                                                                                   |                                                                                         |                                                                                         |                                                                                         |

## Výpočty oxidačního čísla
Existují dvě běžně používané metody pro výpočet oxidačního čísla atomu ve sloučenině. První se využívá u sloučenin, které mají Lewisovskou strukturu, jako jsou například organické molekuly. Druhá je použitelná pro jednoduché sloučeniny anorganické i organické.

### Výpočet z Lewisovské struktury
Pokud je známa Lewisovská struktura molekuly, lze jednoznačně určit oxidační stav atomů jako rozdíl mezi počtem valenčních elektronů neutrálního atomu a počtem elektronů, které atomu náleží ve vázaném stavu. Pro výpočet oxidačního stavu se předpokládá, že elektrony z vazby mezi dvěma různými prvky patří atomu s vyšší elektronegativitou a elektrony z vazby mezi stejnými atomy se dělí rovným dílem.
Například kyselina octová:
Uhlík z methylové skupiny má šest valenčních elektronů z vazeb k atomům vodíku, protože je více elektronegativní. Další elektron získá z vazby k atomu uhlíku karboxylové skupiny. Celkem mu tedy náleží sedm elektronů. Neutrální atom uhlíku má čtyři elektrony. Rozdíl, 4 − 7 = −3, je oxidační číslo atomu uhlíku.

### Výpočet pro jednoduché sloučeniny
Pro jednoduché sloučeniny platí pravidla, která umožňují jednoduše vypočítat oxidační číslo prvku ve sloučenině.
Základní pravidla
1. Součet oxidačních čísel všech atomů neutrální nebo nabité sloučeniny musí být stejný jako náboj sloučeniny.
2. Součet oxidačních čísel všech atomů neutrální sloučeniny se rovná 0.
3. Součet oxidačních čísel všech atomů v iontu se musí rovnat celkovému náboji iontu.
4. Prvky v elementárním stavu mají vždy oxidační číslo 0, ať už jsou tvořeny atomy nebo molekulami. Například Li, Mg, B, C, O2,P4, S8, I2, Ar.
5. Fluor má vždy oxidační číslo I−, protože je to prvek s nejvyšší elektronegativitou.
6. Vodík má běžně oxidační číslo I+. Oxidační číslo I− má pouze ve sloučeninách, kde je vázán k elektropozitivnějšímu prvku (NaH, NaBH4, ...).
7. Kyslík má oxidační číslo II−. Výjimku tvoří peroxidy (I−), superoxidy (I/II−), ozonidy (I/III−), difluorid kyslíku OF2 (II+) a difluorid dikyslíku O2F2 (I+).
8. Alkalické kovy mají oxidační číslo I+, výjimku tvoří pouze alkalidy.
9. Kovy alkalických zemin mají vždy oxidační číslo II+.
10. Oxidační číslo iontu atomu odpovídá jeho iontovému náboji. V kationtu Cu2+ má měď oxidační číslo II+, v aniontu Cl− má chlor oxidační číslo I−.
11. V případě organických sloučenin s kovalentními vazbami je sloučenina formálně rozdělena na ionty na základě elektronegativity jednotlivých atomů. Pak se předpokládá, že elektrony zapojené do vazby jsou zcela převzaty více elektronegativním atomem
12. Většina prvků se může vyskytnout v několika oxidačních číslech.
13. Nejvyšší možné oxidační číslo prvku odpovídá číslu hlavní nebo vedlejší skupiny v periodické tabulce, kde se prvek nachází.
14. Vedle fluoru mají oxidační číslo I− také ostatní halogeny, chlor, brom a jód. Jsou výjimky: sloučeniny s kyslíkem (oxidy halogenů) nebo interhalogenní sloučeniny.
15. Atomy kovů mají v iontových sloučeninách vždy kladné oxidační číslo.

Křížové pravidlo
K tomu, abychom vyjádřili oxidační číslo ve sloučeninách, které mají prvky v různém poměru, nám pomáhá křížové pravidlo. Pomocí tohoto pravidla určíme například oxidační číslo stříbra v Ag2O takto:
- Víme, že kyslík má oxidační číslo II− a jeho dolní index je 1, tedy Ag2? O1II−
- Pokud spojíme dolní index Ag s horním indexem O, platí 2=II
- Pokud spojíme horní index Ag s dolním indexem O, platí ?=1, tedy horní index musí být I
- Vzorec s oxidačními čísly je tedy Ag2I+ O1II−

Křížové pravidlo je možné použít nejenom u kysličníků, ale i u dalších sloučenin jako jsou soli, hydroxidy, kyseliny atd. Pravidlo se pak uplatňuje nejenom mezi jednotlivými prvky, ale mezi celou kationtovou nebo celou aniontovou skupinou. Jestliže tedy máme fosforečnan vápenatý Ca3(PO4)2, křížové pravidlo se používá mezi vápenatým kationtem a fosforečnanovým aniontem.

## Přípony podle oxidačního čísla
V názvech anorganických sloučenin je oxidační číslo daného prvku vyjádřeno příponou. Například v chloridu sodném má atom sodíku oxidační číslo I+ (koncovka -ný), v chloridu železitém má atom železa oxidační číslo III+ (koncovka -itý).
| oxidační číslo | přípona přídavného jména | přípona podstatného jména | příklad                                                            |
| -------------- | ------------------------ | ------------------------- | ------------------------------------------------------------------ |
| I+             | -ný                      | -nan                      | chlorid sodný, chlornan sodný                                      |
| II+            | -natý                    | -natan                    | sulfid olovnatý, tetrafluoroberyllnatan                            |
| III+           | -itý                     | -itan                     | oxid hlinitý, kyselina boritá, dusitan sodný                       |
| IV+            | -ičitý                   | -ičitan                   | kyselina křemičitá, oxid dusičitý, uhličitan draselný              |
| V+             | -ičný, -ečný             | -ičnan, -ečnan            | kyselina jodičná, oxid vanadičný, oxid fosforečný, dusičnan amonný |
| VI+            | -ový                     | -an                       | oxid sírový, síran vápenatý                                        |
| VII+           | -istý                    | -istan                    | kyselina chloristá, manganistan draselný                           |
| VIII+          | -ičelý                   | -ičelan                   | oxid osmičelý                                                      |

## Seznam oxidačních čísel prvků
V tabulce jsou uvedena možná oxidační čísla prvků. Pro oxidační čísla jsou použity běžné číslice, přestože nejčastěji jsou oxidační čísla psána pomocí římských číslic. Tučně jsou zapsány hodnoty hlavního oxidačního čísla prvku. Například pro berylium je to +2. 
| Oxidační čísla prvků | Oxidační čísla prvků | Oxidační čísla prvků | Oxidační čísla prvků   | Oxidační čísla prvků   | Oxidační čísla prvků   | Oxidační čísla prvků   | Oxidační čísla prvků   | Oxidační čísla prvků | Oxidační čísla prvků  | Oxidační čísla prvků  | Oxidační čísla prvků  | Oxidační čísla prvků  | Oxidační čísla prvků  | Oxidační čísla prvků  | Oxidační čísla prvků  | Oxidační čísla prvků  | Oxidační čísla prvků  | Oxidační čísla prvků |
| Prvek                | Prvek                | Prvek                | Záporná oxidační čísla | Záporná oxidační čísla | Záporná oxidační čísla | Záporná oxidační čísla | Záporná oxidační čísla |                      | Kladná oxidační čísla | Kladná oxidační čísla | Kladná oxidační čísla | Kladná oxidační čísla | Kladná oxidační čísla | Kladná oxidační čísla | Kladná oxidační čísla | Kladná oxidační čísla | Kladná oxidační čísla | skupina              |
| Prvek                | Prvek                | Prvek                | −5                     | −4                     | −3                     | −2                     | −1                     | 0                    | +1                    | +2                    | +3                    | +4                    | +5                    | +6                    | +7                    | +8                    | +9                    | skupina              |
| Z                    |                      |                      |                        |                        |                        |                        |                        |                      |                       |                       |                       |                       |                       |                       |                       |                       |                       |                      |
| -------------------- | -------------------- | -------------------- | ---------------------- | ---------------------- | ---------------------- | ---------------------- | ---------------------- | -------------------- | --------------------- | --------------------- | --------------------- | --------------------- | --------------------- | --------------------- | --------------------- | --------------------- | --------------------- | -------------------- |
| 1                    | vodík                | H                    |                        |                        |                        |                        | −1                     |                      | +1                    |                       |                       |                       |                       |                       |                       |                       |                       | 1                    |
| 2                    | helium               | He                   |                        |                        |                        |                        |                        |                      |                       |                       |                       |                       |                       |                       |                       |                       |                       | 18                   |
| 3                    | lithium              | Li                   |                        |                        |                        |                        |                        |                      | +1                    |                       |                       |                       |                       |                       |                       |                       |                       | 1                    |
| 4                    | berylium             | Be                   |                        |                        |                        |                        |                        | 0                    | +1                    | +2                    |                       |                       |                       |                       |                       |                       |                       | 2                    |
| 5                    | bór                  | B                    | −5                     |                        |                        |                        | −1                     | 0                    | +1                    | +2                    | +3                    |                       |                       |                       |                       |                       |                       | 13                   |
| 6                    | uhlík                | C                    |                        | −4                     | −3                     | −2                     | −1                     | 0                    | +1                    | +2                    | +3                    | +4                    |                       |                       |                       |                       |                       | 14                   |
| 7                    | dusík                | N                    |                        |                        | −3                     | −2                     | −1                     |                      | +1                    | +2                    | +3                    | +4                    | +5                    |                       |                       |                       |                       | 15                   |
| 8                    | kyslík               | O                    |                        |                        |                        | −2                     | −1                     | 0                    | +1                    | +2                    |                       |                       |                       |                       |                       |                       |                       | 16                   |
| 9                    | fluor                | F                    |                        |                        |                        |                        | −1                     | 0                    |                       |                       |                       |                       |                       |                       |                       |                       |                       | 17                   |
| 10                   | neon                 | Ne                   |                        |                        |                        |                        |                        |                      |                       |                       |                       |                       |                       |                       |                       |                       |                       | 18                   |
| 11                   | sodík                | Na                   |                        |                        |                        |                        | −1                     |                      | +1                    |                       |                       |                       |                       |                       |                       |                       |                       | 1                    |
| 12                   | hořčík               | Mg                   |                        |                        |                        |                        |                        | 0                    | +1                    | +2                    |                       |                       |                       |                       |                       |                       |                       | 2                    |
| 13                   | hliník               | Al                   |                        |                        |                        | −2                     | −1                     |                      | +1                    | +2                    | +3                    |                       |                       |                       |                       |                       |                       | 13                   |
| 14                   | křemík               | Si                   |                        | −4                     | −3                     | −2                     | −1                     | 0                    | +1                    | +2                    | +3                    | +4                    |                       |                       |                       |                       |                       | 14                   |
| 15                   | fosfor               | P                    |                        |                        | −3                     | −2                     | −1                     | 0                    | +1                    | +2                    | +3                    | +4                    | +5                    |                       |                       |                       |                       | 15                   |
| 16                   | síra                 | S                    |                        |                        |                        | −2                     | −1                     | 0                    | +1                    | +2                    | +3                    | +4                    | +5                    | +6                    |                       |                       |                       | 16                   |
| 17                   | chlor                | Cl                   |                        |                        |                        |                        | −1                     |                      | +1                    | +2                    | +3                    | +4                    | +5                    | +6                    | +7                    |                       |                       | 17                   |
| 18                   | argon                | Ar                   |                        |                        |                        |                        |                        | 0                    |                       |                       |                       |                       |                       |                       |                       |                       |                       | 18                   |
| 19                   | draslík              | K                    |                        |                        |                        |                        | −1                     |                      | +1                    |                       |                       |                       |                       |                       |                       |                       |                       | 1                    |
| 20                   | vápník               | Ca                   |                        |                        |                        |                        |                        | 0                    | +1                    | +2                    |                       |                       |                       |                       |                       |                       |                       | 2                    |
| 21                   | skandium             | Sc                   |                        |                        |                        |                        |                        | 0                    | +1                    | +2                    | +3                    |                       |                       |                       |                       |                       |                       | 3                    |
| 22                   | titan                | Ti                   |                        |                        |                        | −2                     | −1                     | 0                    | +1                    | +2                    | +3                    | +4                    |                       |                       |                       |                       |                       | 4                    |
| 23                   | vanad                | V                    |                        |                        | −3                     |                        | −1                     | 0                    | +1                    | +2                    | +3                    | +4                    | +5                    |                       |                       |                       |                       | 5                    |
| 24                   | chrom                | Cr                   |                        | −4                     |                        | −2                     | −1                     | 0                    | +1                    | +2                    | +3                    | +4                    | +5                    | +6                    |                       |                       |                       | 6                    |
| 25                   | mangan               | Mn                   |                        |                        | −3                     | −2                     | −1                     | 0                    | +1                    | +2                    | +3                    | +4                    | +5                    | +6                    | +7                    |                       |                       | 7                    |
| 26                   | železo               | Fe                   |                        | −4                     |                        | −2                     | −1                     | 0                    | +1                    | +2                    | +3                    | +4                    | +5                    | +6                    | +7                    |                       |                       | 8                    |
| 27                   | kobalt               | Co                   |                        |                        | −3                     |                        | −1                     | 0                    | +1                    | +2                    | +3                    | +4                    | +5                    |                       |                       |                       |                       | 9                    |
| 28                   | nikl                 | Ni                   |                        |                        |                        | −2                     | −1                     | 0                    | +1                    | +2                    | +3                    | +4                    |                       |                       |                       |                       |                       | 10                   |
| 29                   | měď                  | Cu                   |                        |                        |                        | −2                     |                        | 0                    | +1                    | +2                    | +3                    | +4                    |                       |                       |                       |                       |                       | 11                   |
| 30                   | zinek                | Zn                   |                        |                        |                        | −2                     |                        | 0                    | +1                    | +2                    |                       |                       |                       |                       |                       |                       |                       | 12                   |
| 31                   | gallium              | Ga                   | −5                     | −4                     | −3                     | −2                     | −1                     |                      | +1                    | +2                    | +3                    |                       |                       |                       |                       |                       |                       | 13                   |
| 32                   | germanium            | Ge                   |                        | −4                     | −3                     | −2                     | −1                     | 0                    | +1                    | +2                    | +3                    | +4                    |                       |                       |                       |                       |                       | 14                   |
| 33                   | arsen                | As                   |                        |                        | −3                     | −2                     | −1                     | 0                    | +1                    | +2                    | +3                    | +4                    | +5                    |                       |                       |                       |                       | 15                   |
| 34                   | selen                | Se                   |                        |                        |                        | −2                     | −1                     |                      | +1                    | +2                    | +3                    | +4                    | +5                    | +6                    |                       |                       |                       | 16                   |
| 35                   | brom                 | Br                   |                        |                        |                        |                        | −1                     |                      | +1                    |                       | +3                    | +4                    | +5                    |                       | +7                    |                       |                       | 17                   |
| 36                   | krypton              | Kr                   |                        |                        |                        |                        |                        | 0                    | +1                    | +2                    |                       |                       |                       |                       |                       |                       |                       | 18                   |
| 37                   | rubidium             | Rb                   |                        |                        |                        |                        | −1                     |                      | +1                    |                       |                       |                       |                       |                       |                       |                       |                       | 1                    |
| 38                   | stroncium            | Sr                   |                        |                        |                        |                        |                        | 0                    | +1                    | +2                    |                       |                       |                       |                       |                       |                       |                       | 2                    |
| 39                   | yttrium              | Y                    |                        |                        |                        |                        |                        | 0                    | +1                    | +2                    | +3                    |                       |                       |                       |                       |                       |                       | 3                    |
| 40                   | zirkonium            | Zr                   |                        |                        |                        | −2                     |                        | 0                    | +1                    | +2                    | +3                    | +4                    |                       |                       |                       |                       |                       | 4                    |
| 41                   | niob                 | Nb                   |                        |                        | −3                     |                        | −1                     | 0                    | +1                    | +2                    | +3                    | +4                    | +5                    |                       |                       |                       |                       | 5                    |
| 42                   | molybden             | Mo                   |                        | −4                     |                        | −2                     | −1                     | 0                    | +1                    | +2                    | +3                    | +4                    | +5                    | +6                    |                       |                       |                       | 6                    |
| 43                   | technecium           | Tc                   |                        |                        | −3                     |                        | −1                     | 0                    | +1                    | +2                    | +3                    | +4                    | +5                    | +6                    | +7                    |                       |                       | 7                    |
| 44                   | ruthenium            | Ru                   |                        | −4                     |                        | −2                     |                        | 0                    | +1                    | +2                    | +3                    | +4                    | +5                    | +6                    | +7                    | +8                    |                       | 8                    |
| 45                   | rhodium              | Rh                   |                        |                        | −3                     |                        | −1                     | 0                    | +1                    | +2                    | +3                    | +4                    | +5                    | +6                    |                       |                       |                       | 9                    |
| 46                   | palladium            | Pd                   |                        |                        |                        |                        |                        | 0                    | +1                    | +2                    | +3                    | +4                    |                       |                       |                       |                       |                       | 10                   |
| 47                   | stříbro              | Ag                   |                        |                        |                        | −2                     | −1                     |                      | +1                    | +2                    | +3                    |                       |                       |                       |                       |                       |                       | 11                   |
| 48                   | kadmium              | Cd                   |                        |                        |                        | −2                     |                        |                      | +1                    | +2                    |                       |                       |                       |                       |                       |                       |                       | 12                   |
| 49                   | indium               | In                   | −5                     |                        |                        | −2                     | −1                     |                      | +1                    | +2                    | +3                    |                       |                       |                       |                       |                       |                       | 13                   |
| 50                   | cín                  | Sn                   |                        | −4                     | −3                     | −2                     | −1                     | 0                    | +1                    | +2                    | +3                    | +4                    |                       |                       |                       |                       |                       | 14                   |
| 51                   | antimon              | Sb                   |                        |                        | −3                     | −2                     | −1                     | 0                    | +1                    | +2                    | +3                    | +4                    | +5                    |                       |                       |                       |                       | 15                   |
| 52                   | tellur               | Te                   |                        |                        |                        | −2                     | −1                     |                      | +1                    | +2                    | +3                    | +4                    | +5                    | +6                    |                       |                       |                       | 16                   |
| 53                   | jód                  | I                    |                        |                        |                        |                        | −1                     |                      | +1                    |                       | +3                    | +4                    | +5                    | +6                    | +7                    |                       |                       | 17                   |
| 54                   | xenon                | Xe                   |                        |                        |                        |                        |                        | 0                    | +1                    | +2                    |                       | +4                    |                       | +6                    |                       | +8                    |                       | 18                   |
| 55                   | cesium               | Cs                   |                        |                        |                        |                        | −1                     |                      | +1                    |                       |                       |                       |                       |                       |                       |                       |                       | 1                    |
| 56                   | baryum               | Ba                   |                        |                        |                        |                        |                        | 0                    | +1                    | +2                    |                       |                       |                       |                       |                       |                       |                       | 2                    |
| 57                   | lanthan              | La                   |                        |                        |                        |                        |                        | 0                    | +1                    | +2                    | +3                    |                       |                       |                       |                       |                       |                       | není k dispozici     |
| 58                   | cer                  | Ce                   |                        |                        |                        |                        |                        |                      |                       | +2                    | +3                    | +4                    |                       |                       |                       |                       |                       | není k dispozici     |
| 59                   | praseodym            | Pr                   |                        |                        |                        |                        |                        | 0                    | +1                    | +2                    | +3                    | +4                    | +5                    |                       |                       |                       |                       | není k dispozici     |
| 60                   | neodym               | Nd                   |                        |                        |                        |                        |                        | 0                    |                       | +2                    | +3                    | +4                    |                       |                       |                       |                       |                       | není k dispozici     |
| 61                   | promethium           | Pm                   |                        |                        |                        |                        |                        |                      |                       | +2                    | +3                    |                       |                       |                       |                       |                       |                       | není k dispozici     |
| 62                   | samarium             | Sm                   |                        |                        |                        |                        |                        | 0                    |                       | +2                    | +3                    |                       |                       |                       |                       |                       |                       | není k dispozici     |
| 63                   | europium             | Eu                   |                        |                        |                        |                        |                        | 0                    |                       | +2                    | +3                    |                       |                       |                       |                       |                       |                       | není k dispozici     |
| 64                   | gadolinium           | Gd                   |                        |                        |                        |                        |                        | 0                    | +1                    | +2                    | +3                    |                       |                       |                       |                       |                       |                       | není k dispozici     |
| 65                   | terbium              | Tb                   |                        |                        |                        |                        |                        | 0                    | +1                    | +2                    | +3                    | +4                    |                       |                       |                       |                       |                       | není k dispozici     |
| 66                   | dysprosium           | Dy                   |                        |                        |                        |                        |                        | 0                    |                       | +2                    | +3                    | +4                    |                       |                       |                       |                       |                       | není k dispozici     |
| 67                   | holmium              | Ho                   |                        |                        |                        |                        |                        | 0                    |                       | +2                    | +3                    |                       |                       |                       |                       |                       |                       | není k dispozici     |
| 68                   | erbium               | Er                   |                        |                        |                        |                        |                        | 0                    |                       | +2                    | +3                    |                       |                       |                       |                       |                       |                       | není k dispozici     |
| 69                   | thulium              | Tm                   |                        |                        |                        |                        |                        | 0                    |                       | +2                    | +3                    |                       |                       |                       |                       |                       |                       | není k dispozici     |
| 70                   | ytterbium            | Yb                   |                        |                        |                        |                        |                        | 0                    |                       | +2                    | +3                    |                       |                       |                       |                       |                       |                       | není k dispozici     |
| 71                   | lutecium             | Lu                   |                        |                        |                        |                        |                        | 0                    |                       | +2                    | +3                    |                       |                       |                       |                       |                       |                       | 3                    |
| 72                   | hafnium              | Hf                   |                        |                        |                        | −2                     |                        | 0                    | +1                    | +2                    | +3                    | +4                    |                       |                       |                       |                       |                       | 4                    |
| 73                   | tantal               | Ta                   |                        |                        | −3                     |                        | −1                     | 0                    | +1                    | +2                    | +3                    | +4                    | +5                    |                       |                       |                       |                       | 5                    |
| 74                   | wolfram              | W                    |                        | −4                     |                        | −2                     | −1                     | 0                    | +1                    | +2                    | +3                    | +4                    | +5                    | +6                    |                       |                       |                       | 6                    |
| 75                   | rhenium              | Re                   |                        |                        | −3                     |                        | −1                     | 0                    | +1                    | +2                    | +3                    | +4                    | +5                    | +6                    | +7                    |                       |                       | 7                    |
| 76                   | osmium               | Os                   |                        | −4                     |                        | −2                     | −1                     | 0                    | +1                    | +2                    | +3                    | +4                    | +5                    | +6                    | +7                    | +8                    |                       | 8                    |
| 77                   | iridium              | Ir                   |                        |                        | −3                     |                        | −1                     | 0                    | +1                    | +2                    | +3                    | +4                    | +5                    | +6                    | +7                    | +8                    | +9                    | 9                    |
| 78                   | platina              | Pt                   |                        |                        | −3                     | −2                     | −1                     | 0                    | +1                    | +2                    | +3                    | +4                    | +5                    | +6                    |                       |                       |                       | 10                   |
| 79                   | zlato                | Au                   |                        |                        | −3                     | −2                     | −1                     | 0                    | +1                    | +2                    | +3                    |                       | +5                    |                       |                       |                       |                       | 11                   |
| 80                   | rtuť                 | Hg                   |                        |                        |                        | −2                     |                        |                      | +1                    | +2                    |                       |                       |                       |                       |                       |                       |                       | 12                   |
| 81                   | thallium             | Tl                   | −5                     |                        |                        | −2                     | −1                     |                      | +1                    | +2                    | +3                    |                       |                       |                       |                       |                       |                       | 13                   |
| 82                   | olovo                | Pb                   |                        | −4                     |                        | −2                     | −1                     |                      | +1                    | +2                    | +3                    | +4                    |                       |                       |                       |                       |                       | 14                   |
| 83                   | bismut               | Bi                   |                        |                        | −3                     | −2                     | −1                     |                      | +1                    | +2                    | +3                    | +4                    | +5                    |                       |                       |                       |                       | 15                   |
| 84                   | polonium             | Po                   |                        |                        |                        | −2                     |                        |                      |                       | +2                    |                       | +4                    | +5                    | +6                    |                       |                       |                       | 16                   |
| 85                   | astat                | At                   |                        |                        |                        |                        | −1                     |                      | +1                    |                       | +3                    |                       | +5                    |                       | +7                    |                       |                       | 17                   |
| 86                   | radon                | Rn                   |                        |                        |                        |                        |                        |                      |                       | +2                    |                       |                       |                       | +6                    |                       |                       |                       | 18                   |
| 87                   | francium             | Fr                   |                        |                        |                        |                        |                        |                      | +1                    |                       |                       |                       |                       |                       |                       |                       |                       | 1                    |
| 88                   | radium               | Ra                   |                        |                        |                        |                        |                        |                      |                       | +2                    |                       |                       |                       |                       |                       |                       |                       | 2                    |
| 89                   | aktinium             | Ac                   |                        |                        |                        |                        |                        |                      |                       | +2                    | +3                    |                       |                       |                       |                       |                       |                       | není k dispozici     |
| 90                   | thorium              | Th                   |                        |                        |                        |                        |                        |                      | +1                    | +2                    | +3                    | +4                    |                       |                       |                       |                       |                       | není k dispozici     |
| 91                   | protaktinium         | Pa                   |                        |                        |                        |                        |                        |                      |                       |                       | +3                    | +4                    | +5                    |                       |                       |                       |                       | není k dispozici     |
| 92                   | uran                 | U                    |                        |                        |                        |                        |                        |                      | +1                    | +2                    | +3                    | +4                    | +5                    | +6                    |                       |                       |                       | není k dispozici     |
| 93                   | neptunium            | Np                   |                        |                        |                        |                        |                        |                      |                       | +2                    | +3                    | +4                    | +5                    | +6                    | +7                    |                       |                       | není k dispozici     |
| 94                   | plutonium            | Pu                   |                        |                        |                        |                        |                        |                      |                       | +2                    | +3                    | +4                    | +5                    | +6                    | +7                    | +8                    |                       | není k dispozici     |
| 95                   | americium            | Am                   |                        |                        |                        |                        |                        |                      |                       | +2                    | +3                    | +4                    | +5                    | +6                    | +7                    |                       |                       | není k dispozici     |
| 96                   | curium               | Cm                   |                        |                        |                        |                        |                        |                      |                       |                       | +3                    | +4                    | +5                    | +6                    |                       |                       |                       | není k dispozici     |
| 97                   | berkelium            | Bk                   |                        |                        |                        |                        |                        |                      |                       | +2                    | +3                    | +4                    | +5                    |                       |                       |                       |                       | není k dispozici     |
| 98                   | kalifornium          | Cf                   |                        |                        |                        |                        |                        |                      |                       | +2                    | +3                    | +4                    | +5                    |                       |                       |                       |                       | není k dispozici     |
| 99                   | einsteinium          | Es                   |                        |                        |                        |                        |                        |                      |                       | +2                    | +3                    | +4                    |                       |                       |                       |                       |                       | není k dispozici     |
| 100                  | fermium              | Fm                   |                        |                        |                        |                        |                        |                      |                       | +2                    | +3                    |                       |                       |                       |                       |                       |                       | není k dispozici     |
| 101                  | mendelevium          | Md                   |                        |                        |                        |                        |                        |                      |                       | +2                    | +3                    |                       |                       |                       |                       |                       |                       | není k dispozici     |
| 102                  | nobelium             | No                   |                        |                        |                        |                        |                        |                      |                       | +2                    | +3                    |                       |                       |                       |                       |                       |                       | není k dispozici     |
| 103                  | lawrencium           | Lr                   |                        |                        |                        |                        |                        |                      |                       |                       | +3                    |                       |                       |                       |                       |                       |                       | 3                    |
| 104                  | rutherfordium        | Rf                   |                        |                        |                        |                        |                        |                      |                       |                       |                       | +4                    |                       |                       |                       |                       |                       | 4                    |
| 105                  | dubnium              | Db                   |                        |                        |                        |                        |                        |                      |                       |                       |                       |                       | +5                    |                       |                       |                       |                       | 5                    |
| 106                  | seaborgium           | Sg                   |                        |                        |                        |                        |                        | 0                    |                       |                       |                       |                       |                       | +6                    |                       |                       |                       | 6                    |
| 107                  | bohrium              | Bh                   |                        |                        |                        |                        |                        |                      |                       |                       |                       |                       |                       |                       | +7                    |                       |                       | 7                    |
| 108                  | hassium              | Hs                   |                        |                        |                        |                        |                        |                      |                       |                       |                       |                       |                       |                       |                       | +8                    |                       | 8                    |
| 109                  | meitnerium           | Mt                   |                        |                        |                        |                        |                        |                      |                       |                       |                       |                       |                       |                       |                       |                       |                       | 9                    |
| 110                  | darmstadtium         | Ds                   |                        |                        |                        |                        |                        |                      |                       |                       |                       |                       |                       |                       |                       |                       |                       | 10                   |
| 111                  | roentgenium          | Rg                   |                        |                        |                        |                        |                        |                      |                       |                       |                       |                       |                       |                       |                       |                       |                       | 11                   |
| 112                  | kopernicium          | Cn                   |                        |                        |                        |                        |                        |                      |                       | +2                    |                       |                       |                       |                       |                       |                       |                       | 12                   |
| 113                  | nihonium             | Nh                   |                        |                        |                        |                        |                        |                      |                       |                       |                       |                       |                       |                       |                       |                       |                       | 13                   |
| 114                  | flerovium            | Fl                   |                        |                        |                        |                        |                        |                      |                       |                       |                       |                       |                       |                       |                       |                       |                       | 14                   |
| 115                  | moscovium            | Mc                   |                        |                        |                        |                        |                        |                      |                       |                       |                       |                       |                       |                       |                       |                       |                       | 15                   |
| 116                  | livermorium          | Lv                   |                        |                        |                        |                        |                        |                      |                       |                       |                       |                       |                       |                       |                       |                       |                       | 16                   |
| 117                  | tennessin            | Ts                   |                        |                        |                        |                        |                        |                      |                       |                       |                       |                       |                       |                       |                       |                       |                       | 17                   |
| 118                  | oganesson            | Og                   |                        |                        |                        |                        |                        |                      |                       |                       |                       |                       |                       |                       |                       |                       |                       | 18                   |